# Кужбальский район
Кужбальский район — административно-территориальная единица в составе Костромской губернии и Ивановской Промышленной области РСФСР, существовавшая в 1928—1929 годах.
Кужбальский район образован в 1928 году в ходе районирования Костромской губернии. В его состав вошла территория бывшей Кужбальской волости Кологривского уезда, а также Александровского, Головешкинского и Ивановского сельсоветов Вожеровской волости того же уезда.
В 1929 году с ликвидацией Костромской губернии Кужбальский район вошёл в состав Костромского округа Ивановской Промышленной области. В том же году Кужбальский район был упразднён, а его территория передана в Нейский район.